# Arrondissement de Saint-Calais
L'arrondissement de Saint-Calais est une ancienne subdivision administrative française du département de la Sarthe créée le 17 février 1800 et supprimée le 10 septembre 1926. Les cantons furent rattachés à l'arrondissement du Mans jusqu'en 2006, date à laquelle ce territoire fut partagé entre les arrondissements de Mamers et la Flèche.

## Composition
Il comprenait les cantons de Bouloire, la Chartre-sur-le-Loir, Château-du-Loir, le Grand-Lucé, Saint-Calais et Vibraye.

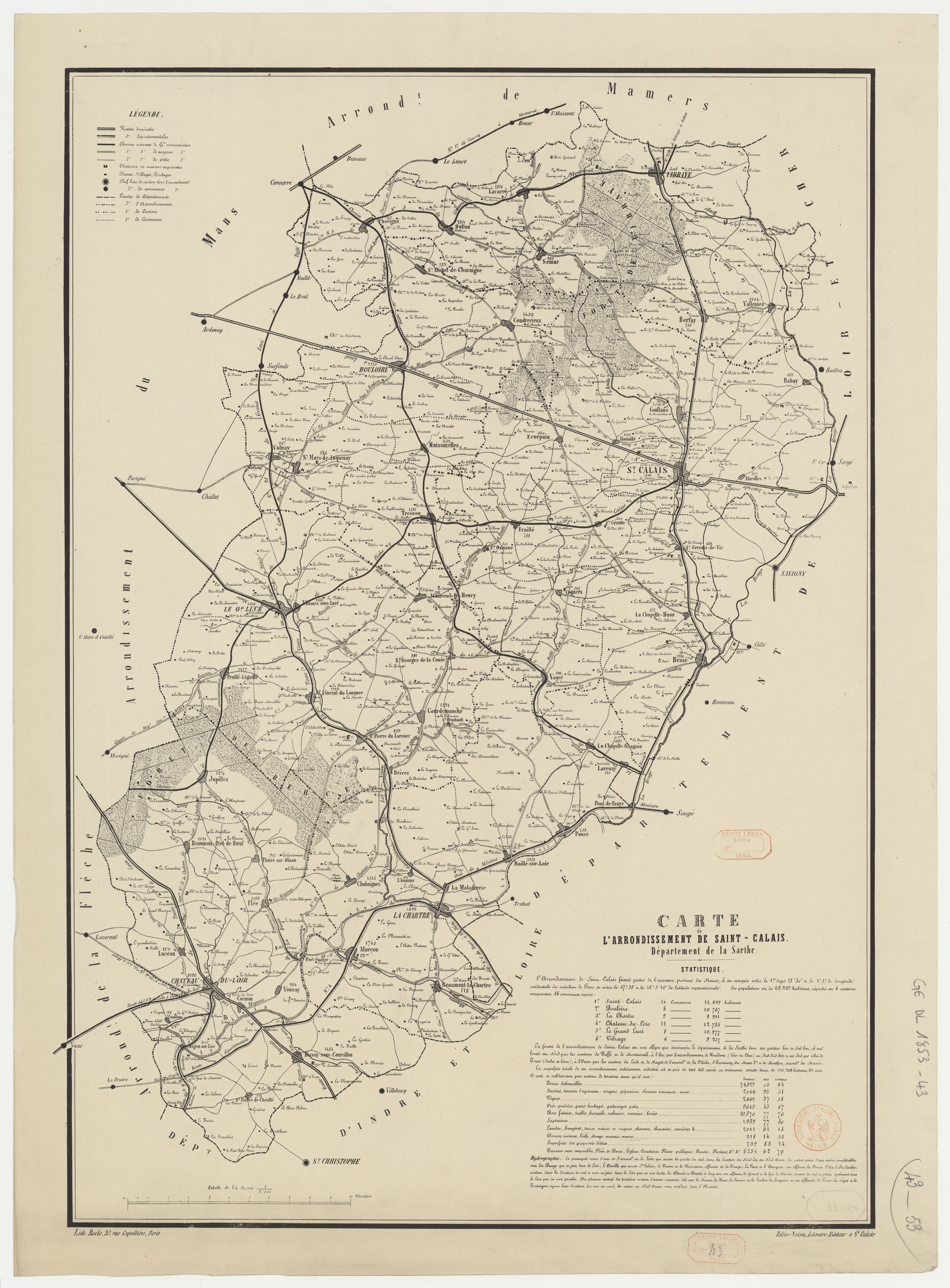
Carte de l’arrondissement de Saint-Calais (1853).

## Sous-préfets
- 1882-1883 : Ferdinand Toucas

## Liens
« L'almanach impérial pour l'année 1810 - Chapitre X : Organisation administrative »